# Heike Ließfeld
Heike Ließfeld (* 16. Januar 1939 in Berlin; † 30. Dezember 2020 ebenda), geborene Franz, war eine deutsche Politikerin (SPD).
Heike Franz besuchte die Höhere Handelsschule in Hamburg-Harburg und arbeitete ab 1956 als Stenokontoristin in Hamburg und Lausanne. 1972 trat sie der SPD bei. Ab 1975 arbeitete sie als Sachbearbeiterin im Berliner Büro der Friedrich-Ebert-Stiftung. Bei der Berliner Wahl 1981 wurde Ließfeld in die Bezirksverordnetenversammlung (BVV) im Bezirk Spandau gewählt. Bei der Wahl 1989 wurde sie in das Abgeordnetenhaus von Berlin gewählt. Nach zehn Jahren im Parlament schied sie 1999 aus. 2016 kandidierte sie erneut für die BVV Spandau; trat jedoch, nachdem sie die Legislaturperiode als Alterspräsidentin eröffnet hatte, wieder zurück.